# الیزابت پیناژف
الیزابت پیناژف (روسی: Елизавета Сергеевна Пинаева؛ ۱۷ آوریل ۱۹۰۰ – ۳۱ دسامبر ۱۹۹۵) بازیگر اهل امپراتوری روسیه بود.